# Parco del Retiro
Il parco del Retiro (da non confondersi con i giardini del Buon Ritiro) è un parco di Madrid che si estende per 118 ettari e rappresenta uno dei principali luoghi di interesse della capitale spagnola.
Dal 2021 forma parte dei beni dichiarati Patrimonio mondiale dell'umanità, insieme al Paseo del Prado a formare il Paisaje de la Luz.

## Storia
I giardini, così come il palazzo Reale del Buon Ritiro, furono progettati e realizzati nel decennio dal 1630 al 1640, allorché il conte-duca di Olivares Gaspar de Guzmán y Pimentel donò al re Filippo IV alcuni terreni affinché fosse creato uno spazio per gli ozi di corte, in prossimità del Monastero de los Jerónimos.
L'area originale del parco era di 145 ettari e la collocazione era nelle immediate vicinanze del nucleo urbano di Madrid.
Sotto la direzione degli architetti Giovanni Battista Crescenzi e Alonso Carbonel furono costruiti diversi edifici, fra i quali il Teatro del Buen Retiro (dove furono rappresentate numerose rappresentazioni dei grandi autori spagnoli del Siglo de Oro come Pedro Calderón de la Barca e Lope de Vega), il Casón del Buen Retiro (l'antico salone da ballo), il Museo del Esercito.
I giardini furono realizzati allo stesso tempo degli edifici. Vi lavorò, fra gli altri Cosimo Lotti, scenografo del Granduca di Toscana; fu progettata una grande gabbia per l'esibizione degli animali feroci e una voliera per accogliere gli uccelli esotici. Il grande laghetto e lo Stagno delle Campanule furono costruiti in quest'epoca.
Alle prime realizzazioni sono state apportate molte modifiche, non sempre pianificate, che hanno cambiato la fisionomia del giardino, come il parterre disegnato durante il regno di Filippo V, la Fabbrica reale di porcellana del Buen Retiro, costruita ai tempi di Carlo III e l'osservatorio astronomico, opera di Juan de Villanueva. Il re Carlo III permise ai cittadini di accedere al parco, purché fossero puliti e ben vestiti.
Durante l'invasione francese, nel 1808, i giardini furono utilizzati come fortificazione dalle truppe napoleoniche, e subirono gravi danni. Il Palazzo Reale del Buon Ritiro, andò distrutto.
Dopo la Guerra d'indipendenza spagnola Ferdinando VII iniziò la sua ricostruzione e aprì una parte del parco al pubblico, come già aveva fatto Carlo III. Il monarca si riservò una zona, compresa tra la calle de O'Donnell e calle Menéndez Pelayo, dove fece costruire una serie di edifici, seguendo lo stile paesaggistico dell'epoca; tutt'oggi sono conservate la Casa del pescatore e il monte artificiale.
Dopo la rivoluzione del 1868 i giardini divennero proprietà municipale e furono definitivamente aperti al pubblico. In questo periodo furono aggiunte la Fontana delle Tartarughe, la Fontana del Carciofo e la Fontana dell'Angelo caduto, opera di Ricardo Bellver e furono edificati il Palazzo di Cristallo e il Palazzo di Velázquez, opera di Ricardo Velázquez Bosco.
Le ultime opere di sistemazione dei giardini furono portate a termine da Cecilio Rodríguez, che disegnò La Rosaleda e le aiuole che portano il suo nome.

## Punti di interesse

### Porta di Spagna
La Porta di Spagna (Puerta de España) (1893) è opera dell'architetto José Urioste y Velada (1850–1909). La Porta di Spagna permette di accedere al parco dalla via Alfonso XII e, percorrendo il Paseo de la Argentina si raggiunge il laghetto principale.

### La Rosaleda
La Rosaleda (il roseto) fu progettata e realizzata nel 1915 dal giardiniere maggiore e direttore del Dipartimento dei Parchi e Giardini del Comune di Madrid, Cecilio Rodríguez. L'idea gli fu suggerita dall'allora sindaco Carlos Prats, per copiare la moda dei roseti presenti nei parchi di altre città europee.
Il roseto di Bagatelle, ubicato nel Bois de Boulogne di Parigi e realizzato da Jean-Claude Nicolas Forestier, fu scelto come modello da imitare. Rodríguez viaggiò a Parigi per studiarla, ma durante il soggiorno scoppiò la prima guerra mondiale e i lavori subirono i ritardi dovuti alle difficoltà connesse con il rientro in patria del giardiniere.
La Rosaleda fu realizzata con pianta ellittica; fu utilizzata una grande varietà di rose, portate dai principali giardini d'Europa. Durante la Guerra Civile Spagnola i roseti andarono completamente distrutti. Nel 1941 furono piantate 4.000 nuove rose. Nonostante la sua bellezza non fu seguito alcun criterio botanico e le diverse varietà di rose risultavano essere mescolate. Per rimediare a questa carenza, il 24 maggio 1956 fu inaugurato un nuovo roseto nel Parque del Oeste, realizzato questa volta secondo un rigoroso criterio botanico.

### Altri punti di interesse
- Palazzo di Cristallo
- Palazzo di Velázquez
- Bosco degli scomparsi
- Fontana dell'Angelo Caduto
- Fontana del carciofo
- Monumento ad Alfonso XII
- La Rosaleda
- Paseo de las Estatuas
- Stagno delle campanule
- Casetta del Pescatore
- Monumento al Generale Martínez Campos
- Monumento a Cuba
- Fontana delle Tartarughe
- Monte artificiale
- Tempietto della musica
- Teatro delle marionette

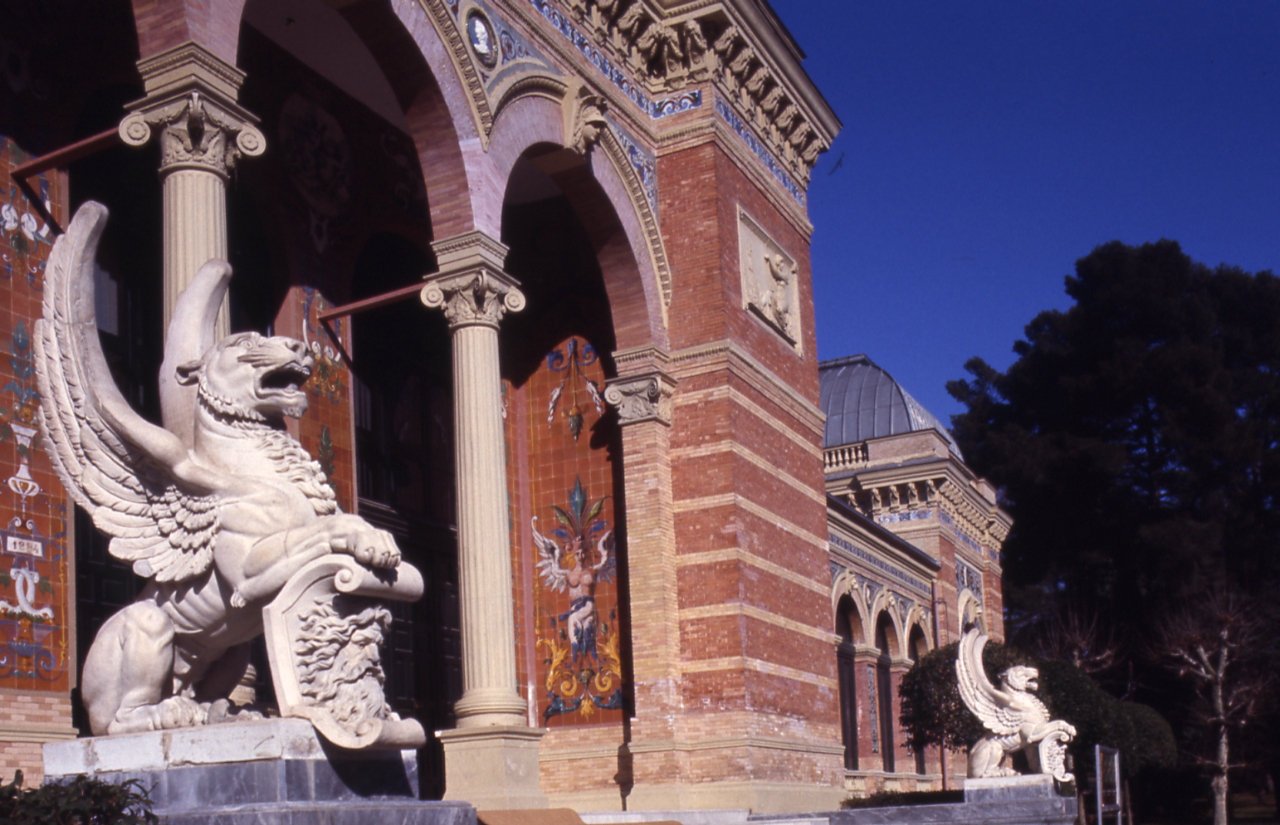
Entrata principale del Palazzo di Velázquez. Foto di Paolo Monti, 1980.
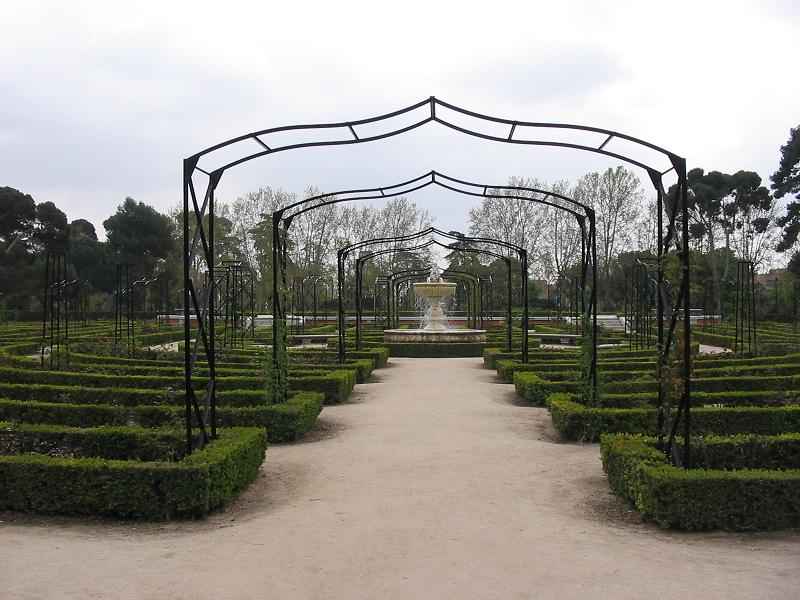
La Rosaleda
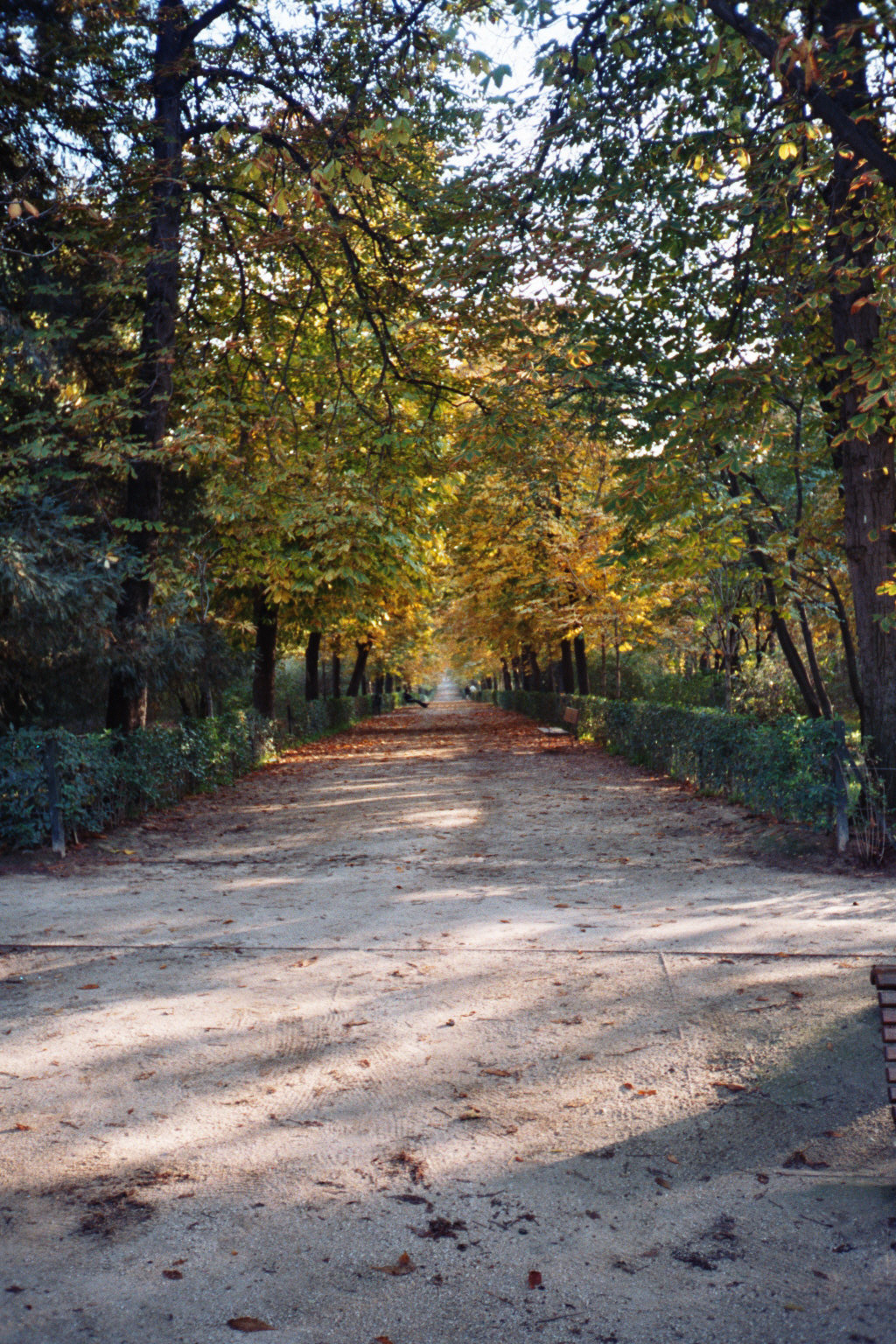
Un viale alberato
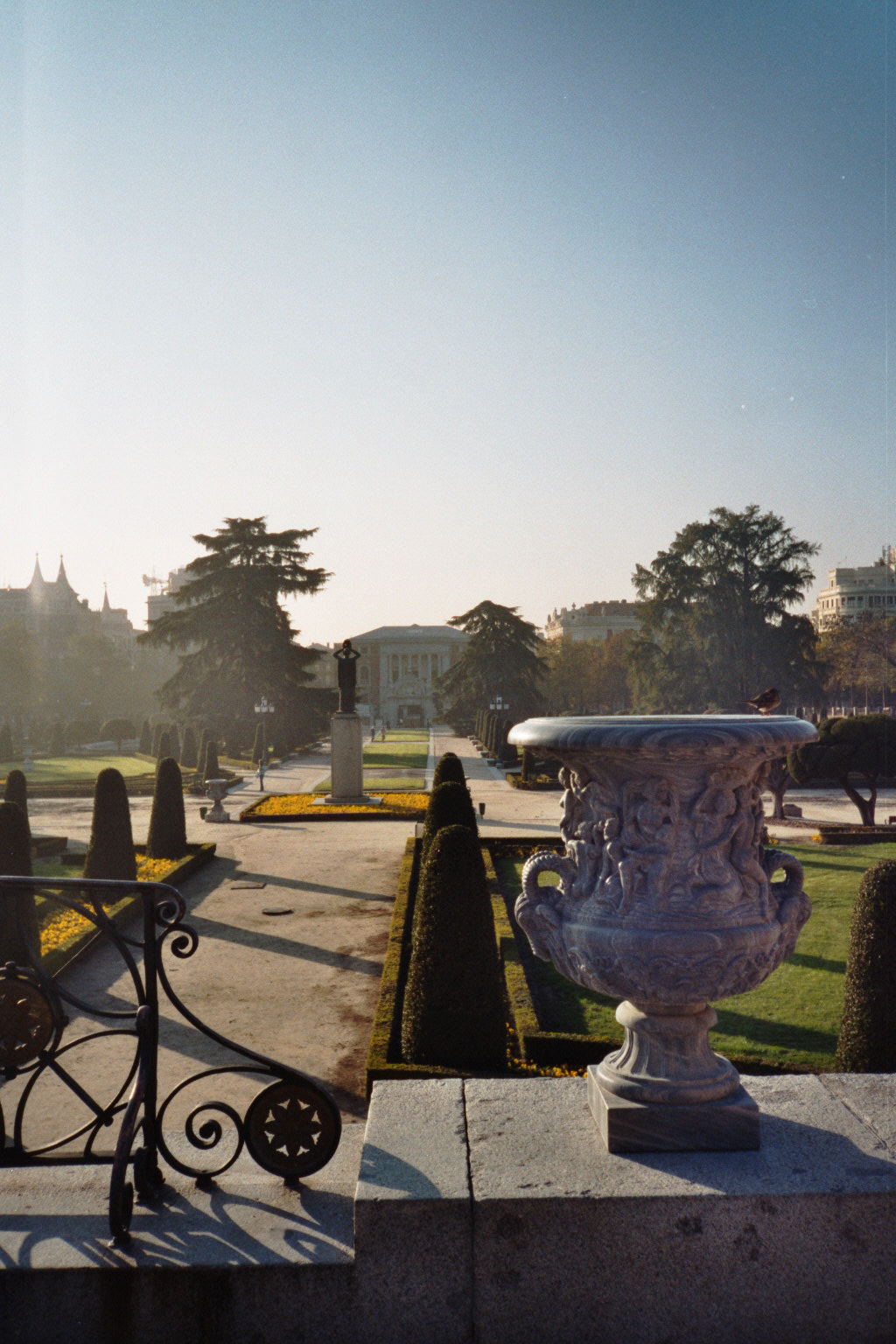
Una veduta del parco
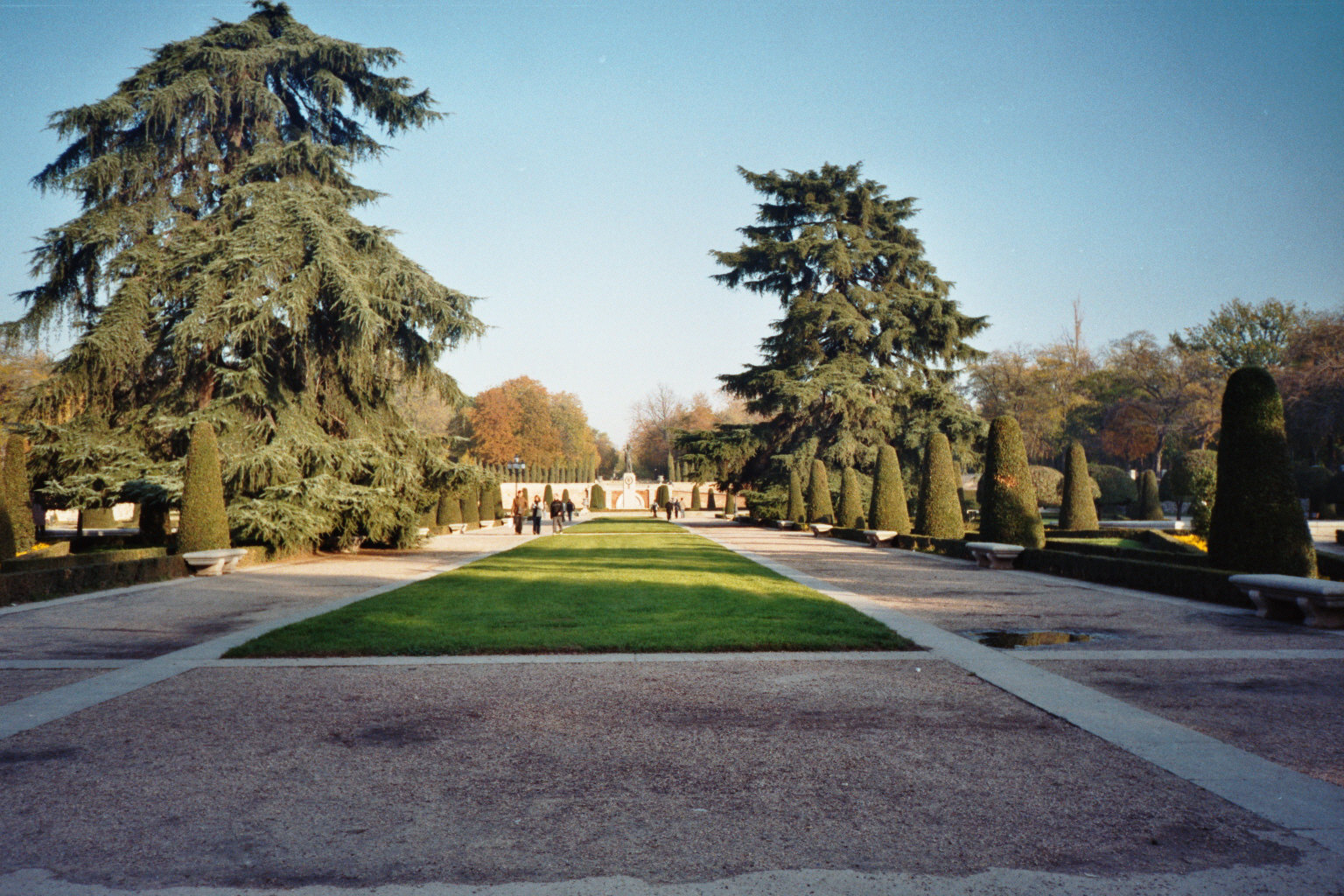
Viale interno
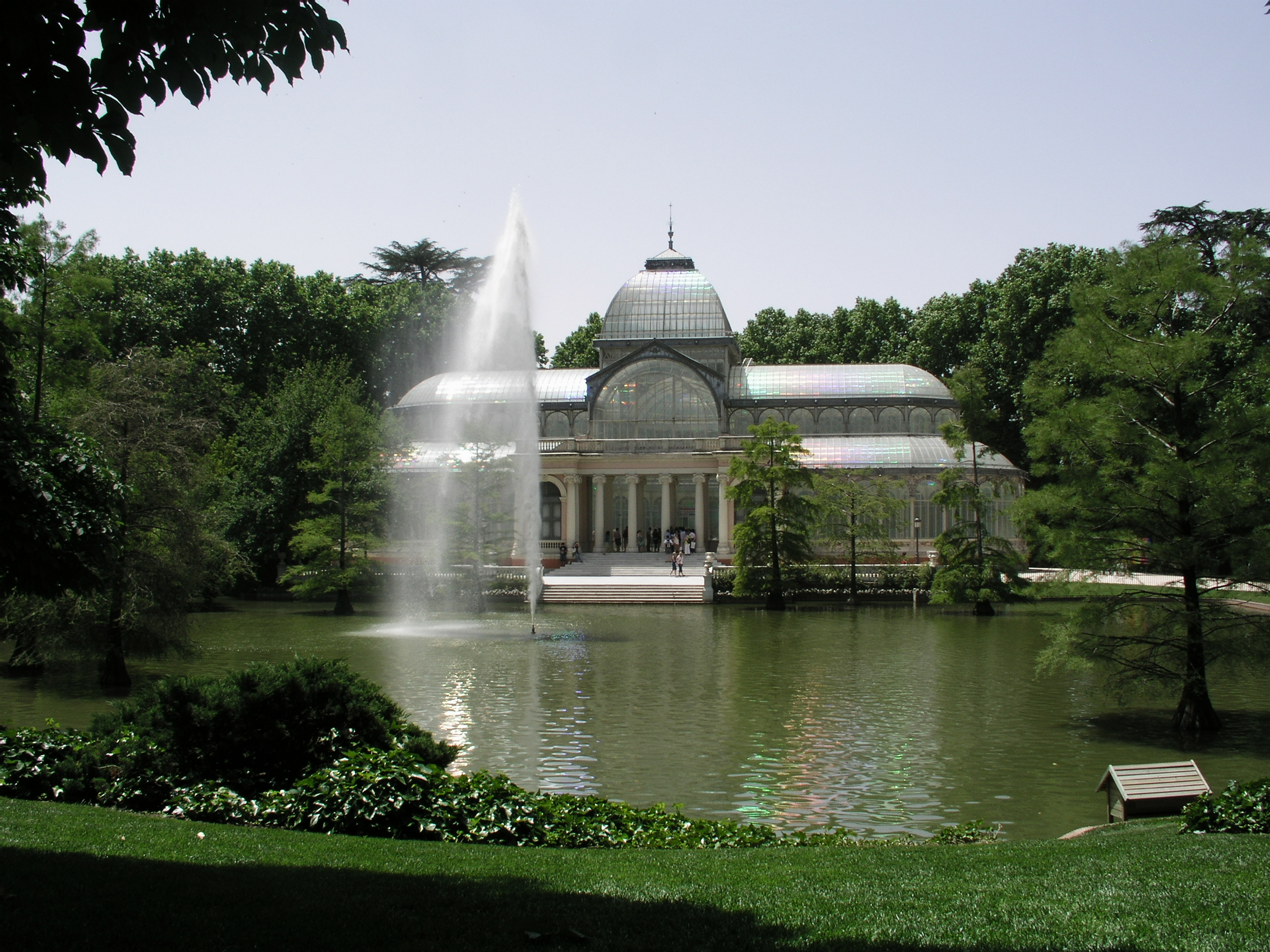
Il Palazzo di Cristallo
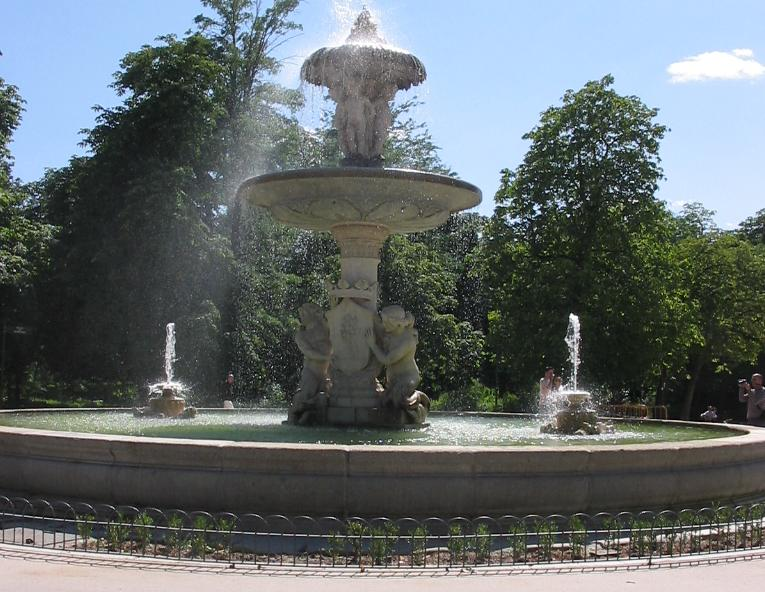
La fontana del carciofo
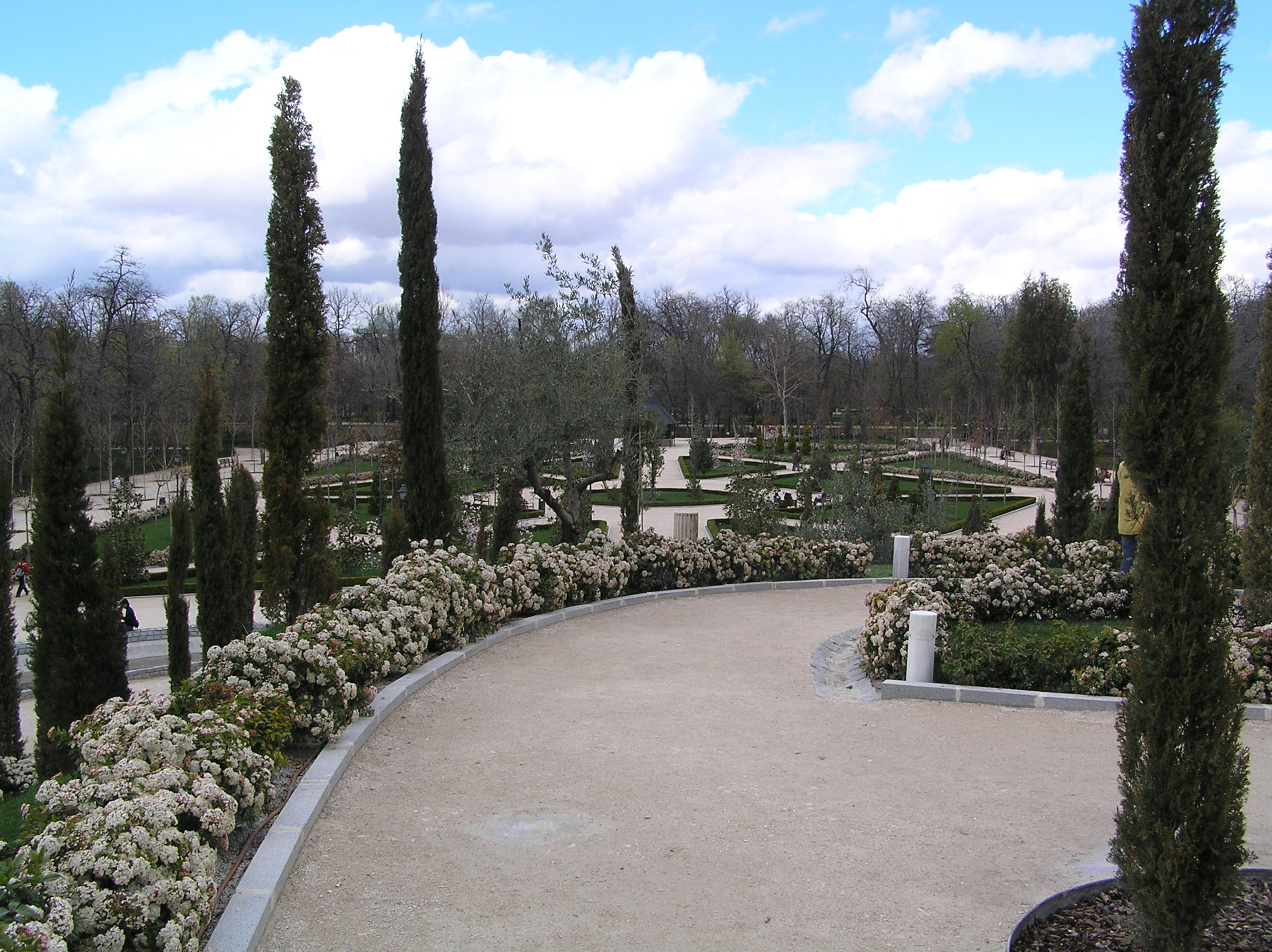
Il Bosco degli scomparsi
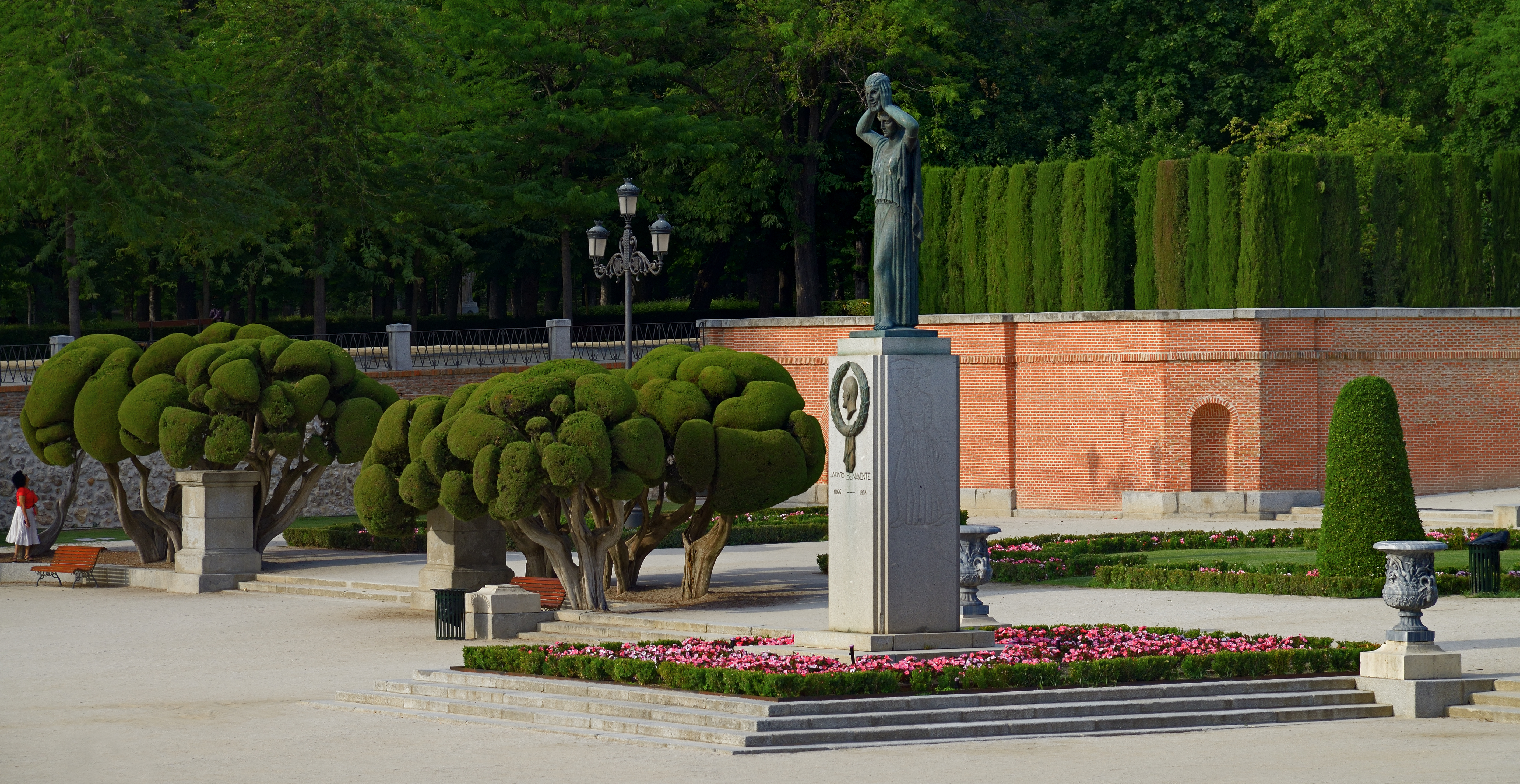
Monumento a Jacinto Benavente